# Arroyo Latorre
Der Arroyo Latorre, auch als Arroyito de Latorre bzw. Arroyito de Chepa bezeichnet, ist ein Fluss in Uruguay.
Er entspringt südlich Casupás am Osthang der Cuchilla de Chamizo. Der Arroyito de Latorre fließt von dort auf dem Gebiet des Departamento Florida zunächst in südlicher, dann südwestlicher Richtung. Er mündet als rechtsseitiger Nebenfluss an der Grenze zum Nachbardepartamento Canelones beim Paso de Fray Marcos in den Río Santa Lucía. Die Mündung liegt dabei etwa einen Kilometer nordwestlich von Bolívar und südlich von Fray Marcos.